# Амлеви
Амлеви (груз. ამლევი) — село в Грузии, на территории Тетрицкаройского муниципалитета края (мхаре) Квемо-Картли.

## География
Село находится в юго-восточной части Грузии, к востоку от реки Алгети, на расстоянии приблизительно 9 километров (по прямой) к северо-востоку от города Тетри-Цкаро, административного центра муниципалитета. Абсолютная высота — 1100 метров над уровнем моря.

## Население
По результатам официальной переписи населения 2014 года в Амлеви проживало 8 человек (5 мужчин и 3 женщины). В национальной структуре населения грузины составляли 100 %.
| Год  | Население, человек |
| ---- | ------------------ |
| 2002 | 26                 |
| 2014 | ↘ 8                |